# باتريك لوبيز
باتريك لوبيز (بالإسبانية: Patrick López) (مواليد 17 مارس 1978) هو ملاكم فنزويلي، مثّل بلاده في الألعاب الأولمبية الصيفية في دورتي 2000 و2004.

## روابط خارجية
باتريك لوبيز على موقع بوكس ريك (الإنجليزية) (registration required)
- باتريك لوبيز على موقع أوليمبيديا (الإنجليزية)